# Maxi Iglesias
Maximiliano Teodoro Iglesias Acevedo (Madrid, 6 febbraio 1991) è un attore e modello spagnolo.

## Biografia
Studia al collegio Cardenal Spínola di Madrid e deve la notorietà al telefilm Fisica o chimica, trasmesso su Antena 3, interpretando Cèsar Cabano, studente della scuola Zurbaràn di Madrid, migliore amico di Gorka (Adam Jezierski) e poi fidanzato di Ruth (Ursula Corbero), dal 2008 al 2010. Ha partecipato a diverse produzioni, tra cui Amar en tiempos revueltos, Hospital Central e Cuéntame cómo pasó, la fiction che ha ispirato Raccontami su Rai 1.

## Filmografia

### Cinema
- La pistola de mi hermano, regia di Ray Loriga (1997)
- 8 citas, regia di Peris Romano e Rodrigo Sorogoyen (2008)
- Mentiras y gordas, regia di Alfonso Albacete e David Menkes (2009)
- After, regia di Alberto Rodríguez Librero (2009)
- Il diario di Carlotta, regia di José Manuel Carrasco (2010)
- El secreto de los 24 escalones, regia di Santiago Lapeira (2011)
- Paranormal Xperience 3D, regia di Sergi Vizcaino (2011)
- Nonostante tutto (A pesar de todo), regia di Gabriela Tagliavini (2019)
- Hasta que nos volvamos a encontrar, regia di Bruno Ascenzo (2022)

### Televisione
- Amare per sempre (Amar en tiempos revueltos) - serie TV, episodio 1x05 (2005)
- Hospital Central - serie TV, episodio 10x05 (2005)
- Cuéntame cómo pasó - serie TV (2005)
- Fisica o chimica (Física o Química) - serie TV, 57 episodi (2008-2011)
- Los Protegidos - serie TV (2011)
- Velvet – serie TV (2014)
- Duenos del paraiso - serie TV (2015)
- L'ambasciata (La embajada) – serie TV (2016)
- Unità speciale scomparsi (Desaparecidos) - serie TV (2020)
- Valeria – serie TV (2020-2023)
- Separadas - serie TV (2020)
- La cuoca di Castamar (La cocinera de Castamar) – serie TV, 12 episodi (2021)
- Toy Boy - serie TV, 3 episodi (2021)
- Volver a caer - serie TV, 6 episodi (2023)
- Los artistas: primeros trazos - serie TV, 10 episodi (2023)

## Doppiatori Italiani
Nelle versioni in italiano nelle opere in cui ha recitato, Maxi Iglesias è stato doppiato da:
- Paolo Vivio in Fisica o chimica, L'ambasciata
- Maurizio Merluzzo in Paranormal Xperience 3D
- Alessandro Rigotti in Velvet
- Gabriele Vender in Unità Speciale Scomparsi
- Marco Vivio in Valeria